# Leucohya parva
Leucohya parva är en spindeldjursart som beskrevs av William B. Muchmore 1998. Leucohya parva ingår i släktet Leucohya och familjen Bochicidae. Inga underarter finns listade i Catalogue of Life.